# Panivți, Borșciv
Panivți (în ucraineană Панівці) este o comună în raionul Borșciv, regiunea Ternopil, Ucraina, formată numai din satul de reședință.

## Demografie
Componența lingvistică a comunei Panivți
     Ucraineană (99,7%)
     Alte limbi (0,29%)
Conform recensământului din 2001, majoritatea populației comunei Panivți era vorbitoare de ucraineană (99,7%), existând în minoritate și vorbitori de alte limbi.